# Nice (Califòrnia)
Nice és una concentració de població designada pel cens dels Estats Units a l'estat de Califòrnia. Segons el cens del 2000 tenia 2.509 habitants.

## Demografia
Segons el cens del 2000, Nice tenia 2.509 habitants, 1.142 habitatges, i 649 famílies. La densitat de població era de 438,3 habitants/km².
Dels 1.142 habitatges en un 22,6% hi vivien nens de menys de 18 anys, en un 39,1% hi vivien parelles casades, en un 13,1% dones solteres, i en un 43,1% no eren unitats familiars. En el 35,6% dels habitatges hi vivien persones soles el 15,1% de les quals corresponia a persones de 65 anys o més que vivien soles. El nombre mitjà de persones vivint en cada habitatge era de 2,18 i el nombre mitjà de persones que vivien en cada família era de 2,79.
Per edats la població es repartia de la següent manera: un 23,1% tenia menys de 18 anys, un 5,9% entre 18 i 24, un 22,2% entre 25 i 44, un 27,1% de 45 a 60 i un 21,7% 65 anys o més.
L'edat mediana era de 44 anys. Per cada 100 dones de 18 o més anys hi havia 96,2 homes.
La renda mediana per habitatge era de 24.340 $ i la renda mediana per família de 28.358 $. Els homes tenien una renda mediana de 29.444 $ mentre que les dones 18.725 $. La renda per capita de la població era de 13.173 $. Entorn del 16,1% de les famílies i el 25,4% de la població estaven per davall del llindar de pobresa.

## Poblacions més properes
El següent diagrama mostra les poblacions més properes.